# NGC 3438
NGC 3438 (również PGC 32638 lub UGC 5988) – galaktyka spiralna (S?), znajdująca się w gwiazdozbiorze Lwa. Odkrył ją Albert Marth 25 marca 1865 roku.